# Recyclage de l'aluminium

Un symbole de recyclage de l'aluminium.

Logo du Comité européen de normalisation pour le recyclage de l'aluminium.

Le recyclage de l'aluminium est un processus qui permet d'utiliser des rebuts d'aluminium pour créer de nouveaux produits neufs sans dégradation de qualité.
Le processus consiste à refondre le métal usagé, au lieu de repartir de la bauxite, d'en extraire l'alumine, et d'isoler l'aluminium par électrolyse.
Le procédé de recyclage de l'aluminium ne nécessite que 5 % à 7 % de l'énergie utilisée pour obtenir l'aluminium à partir du minerai,,,, ce qui rend le recyclage moins énergivore et moins coûteux
, que la production d'aluminium primaire. Comme le recyclage n'altère pas l'atome d'aluminium, il peut théoriquement être recyclé indéfiniment. En pratique, la formation d'oxydes et son utilisation sous forme d'alliages variés peuvent limiter sa recyclabilité.
Entre 2000 et 2020, il est estimé qu'environ un tiers de l'aluminium produit en Europe et aux États-Unis provient de rebuts recyclés. Environ la moitié des rebuts recyclés sont des rebuts dits neufs (car générés lors des processus de fabrication) ; l'autre moitié provient de produits en fin de vie,. Les canettes représentent plus du tiers de la matière recyclée provenant des produits en fin de vie.
L'aluminium recyclé peut être utilisé, au même titre que l'aluminium primaire, dans les produits habituels pour les voitures, les vélos, les bateaux, les avions, les ordinateurs, les ustensiles de cuisine, les gouttières, les parements, les fils électriques, ainsi que les canettes.
En partie grâce au recyclage, on considère en 2018 qu'environ les trois quarts de tout l'aluminium produit dans l'histoire, soit près d'un milliard de tonnes, est toujours utilisé.

## Évolution du recyclage

Production mondiale d’aluminium.

Le recyclage de l'aluminium, métal produit industriellement à partir de 1888, existe depuis le début du XXe siècle, et fut notamment pratiqué pendant la Seconde Guerre mondiale.
En 1950, à la sortie de la guerre, le taux d'intrants de matière recyclée est de 15 %, et reste stable jusqu'en 1970. Il monte alors progressivement jusqu'à 33 % vers 1995, pour rester stable à nouveau autour de cette dernière valeur pendant les 25 années suivantes. En valeur absolue, le recyclage de l'aluminium connaît une croissance exponentielle sur cette période, dans la mesure où il suit la croissance de production d'aluminium.

## Collecte

### En France
En 2014, en France, 589 000 tonnes d'aluminium en fin de vie ont été collectés. Cela représente seulement 1,2 % des tonnages de la filière recyclage, mais 20 % des économies d'émissions de gaz à effet de serre réalisés grâce au recyclage.
L'aluminium collecté provient des poubelles de tri des ménages (3,5 kt), des déchetteries et activités économiques (517 kt), des chutes neuves issues des activités économiques (48 kt), des véhicules hors d'usage (22 kt), et des déchets d'équipements électriques et électroniques (27 kt). Sur ces 617 kt collectées, seulement 566 kt donnent effectivement lieu à de l'aluminium recyclé, la différence (8 %) résultant de la présence de matériaux étrangers ou de pertes aux différentes étapes du recyclage.
Le taux de collecte dépend de la source des déchets : il est très élevé pour les chutes de fabrication, le bâtiment et le transport, ainsi que l'ingénierie (>90 %),, mais reste nettement plus bas pour les emballages ménagers (~50 %),. Les emballages ménagers ne représentant que 16 % de l'utilisation d'aluminium en France, cela signifie que le taux de collecte global des rebuts d'aluminium est d'environ 85 %.
En 2020, si toute la matière recyclable était effectivement recyclée à 100 %, elle couvrirait seulement 45 % de la demande, à cause de la croissance de la production de produits en aluminium.

### En Europe
Dès 2008, le nombre d'usines de recyclages de l'aluminium en Europe est significatif, avec 273 sites recensés. Le taux de collecte moyen européen est similaire à celui estimé pour la France, à savoir supérieur à 90 % pour le bâtiment et les voitures en fin de vie, et environ 50 % pour les emballages.
Le taux de cannettes collectées est très variable selon les pays ; ainsi, en 2010, il va de 20 % à 95 %. Les pays qui ont un taux de collecte supérieur à 90 % sont la Belgique, la Finlande, l'Allemagne, la Suisse et la Norvège. Les pays qui ont opté pour une stratégie de consignation ont un taux de collecte moyen de 87 %. La France se situe à un niveau plus bas, avec un taux de collecte de 57 %, qui correspond à la moyenne de ce qui est obtenu dans les pays utilisant un système de contribution au recyclage des déchets de type point vert.

## Types de déchets d'aluminium
Des spécifications et normes existent pour décrire les déchets et rebuts d'aluminium. Les principaux critères de classification sont basés sur la composition chimique, le niveau d'impuretés, la taille et la forme des déchets, ainsi que l'(in)homogénéité acceptée pour une spécification donnée. À l'échelle européenne, la norme EN 13920 couvre l'ensemble des types de rebuts d'aluminium. Aux États-Unis, un ensemble de spécifications a été développé par l'ISRI (Institute of scrap recycling industries). Des spécifications particulières existent aussi aux échelles nationales, ou encore entre deux parties liées par un contrat.

### Norme EN 13920
La norme EN 13920 distingue 15 types de rebuts et de déchets. La plupart de ces rebuts ont une teneur en aluminium suffisante pour pouvoir bénéficier de la sortie du statut de déchet.
| Norme    | Description | Composition |
| -------- | --- | --- |
| 13920-2  | aluminium non allié | Si<0.25 %, Fe<0.4 %, Zn<0.07 %, autres éléments <0.05 % chacun                                                                                              |
| 13920-3  | fils et câbles non alliés                                                                                                   | Si<0.25 %, Fe<0.4 %, Zn<0.07 %, Cu<0.05 %, Mn<0.05 %, Mg<0.05 %, Ti<0.05 %, autres éléments <0.03 % chacun                                                  |
| 13920-3  | fils et câbles en alliages 6xxx                                                                                             | Si<0.6 %, Fe<0.3 %, Zn<0.07 %, Mg<0.06 %, Ti<0.10 %, autres éléments <0.05 % chacun et <0.15 % au total                                                     |
| 13920-4  | rebuts d'un même alliage d'aluminium pour corroyage                                                                         | Composition spécifiée de l'alliage |
| 13920-5  | mélange de deux (ou plusieurs) alliages pour corroyage issus d'une même série                                               | Composition spécifique à chaque série |
| 13920-6  | mélange de deux (ou plusieurs) alliages quelconques pour corroyage                                                          | Composition variable |
| 13920-7  | rebuts d'alliages d'aluminium pour fonderie                                                                                 | Si<13.5 %, Fe<1.1 %, Cu<3.5 %, Mn<0.5 %, Mg<0.3 %, Ni<0.3 %, Zn<1.2 %, Ti<0.15 %, Pb<0.2 %, Sn<0.1 %, autres éléments <0.15 % chacun                        |
| 13920-8  | rebuts de métaux non-ferreux issus de procédés de broyage, destinés à une séparation de l'aluminium                         | idem 13920-7 |
| 13920-9  | Rebuts d'aluminium séparé issus de procédés de broyage                                                                      | idem 13920-7 |
| 13920-10 | canettes usagées | Si<0.3 %, Fe<0.5 %, Cu<0.2 %, Mn<1.1 %, Mg<1.3 %, Ni<0.01 %, Zn<0.05 %, Ti<0.05 %, Pb<0.01 %, Sn<0.05 %, autres éléments <0.05 % chacun et <0.15 % au total |
| 13920-11 | rebuts issus de radiateurs en aluminium-cuivre                                                                              | Fe<0.7 %, Cu<40 %, autre éléments <0.2 % |
| 13920-12 | copeaux issus d'un même alliage                                                                                             | métal non oxidé, fer magnétique <0.5 %, humidité et huiles <5 %, particules <3 %                                                                            |
| 13920-13 | copeaux issus de deux alliages ou plus                                                                                      | idem 13920-12 |
| 13920-14 | déchets issus d'emballages ménagers usagés                                                                                  | Classifié comme déchet en raison de la faible teneur en aluminium (seulement 28 % garanti)                                                                  |
| 13920-15 | rebuts d'aluminium issus d'emballages ménagers usagés après suppression des couche de surface (anodisation, peinture, etc.) | Si<1.0 %, Fe<1.0 %, Cu<2.5 %, Mn<0.4 %, Mg<0.2 %, Zn<0.8 %, Pb+Sn<0.2 %, autres éléments <0.1 %                                                             |
| 13920-16 | déchets issus des crasses, scories, de l'écrémage, etc.                                                                     | Classifié comme déchet en raison de la faible teneur en aluminium (seulement 30 % garanti)                                                                  |

### Codes ISRI
L'ISRI a défini plus de quarante catégories de rebuts. Chaque catégorie porte un nom, tel que Taldack pour les canettes usagées densifiées, ou encore Tassel pour les mélanges de vieux câbles,.

### Canettes usagées
Les canettes usagées en aluminium constituent le flux de déchets d'aluminium de fin de vie le plus répandu (39 %). Elles possèdent un indice spécial au Marché des métaux de Londres, sous le nom anglais UBC scrap (pour Used Beverage Cans).

### Crasses ou écumes
Lors de la production d'aluminium primaire, ou lors des opérations de recyclage, des résidus sont produits sous forme de crasses (classification EN 13920-16), c'est-à-dire des scories plus ou moins riches en aluminium non oxydé qui se forment au dessus du bain métallique en fusion et qui sont collectées par écrémage du bain.
Le recyclage de l'aluminium génère une crasse pauvre en aluminium, ou écume d'écume, contenant environ 5 % d'aluminium et des impuretés incompatibles avec la fabrication d’aluminium. En outre, celle-ci contient généralement un sel (55 à 95 % de chlorure de sodium complété par du chlorure de potassium) qui sert d'agent agglutinant et antioxydant. Leur stockage pose problème à cause de leur forte réactivité avec l’humidité. Outre la pollution des sols, certains composés (AlN, Al2S3, AlP,...) réagissent avec l'eau en produisant des gaz toxiques.
| 40 - 60 % | 13 - 15 % | 7 - 10 % | 7 - 10 % | 7 - 10 % | <10 % chacun |

La facilité du recyclage change suivant les procédés et la qualité des produits entrants. Surtout, la quantité de crasses générée par le recyclage sous couvert de sel est élevée : de 300 à 800 kg/t d’aluminium selon la technologie utilisée. Ainsi, les quantités en jeu sont importantes : rien qu'en Chine, chaque année, 2 Mt de crasses sont stockées.
Le recyclage de la crasse pauvre en aluminium (ou salt slag, black/white dross, salt cake) représente donc un enjeu environnemental important. Le procédé de recyclage le plus courant commence par un broyage, le plus souvent humide. La fraction soluble des chlorures va dans l’eau et donne une saumure pendant que les gaz toxiques émis sont récupérés. Les grosses particules d'aluminium sont alors séparées de l'alumine par tamisage. Ces particules sont refondues dans un four rotatif. Quant à la saumure, une filtration suivi d'une dessiccation permet de séparer les sels, qui sont réemployés dans le processus. Les oxydes insolubles d'aluminium, de calcium et de magnésium sont recyclés comme matériaux inertes (ciment, briques, etc.).
D'autres technologies émergent pour retraiter ces crasses :
- l'utilisation d'une torche à plasma à l'air pour chauffer le four rotatif permet un meilleur rendement thermique : 80 à 95 %, soit une consommation de 263 kWh/t de crasse contre plus de 1 200 kWh/t pour les procédés classiques. La récupération de l'aluminium est aussi meilleure qu'avec les méthodes classiques de fusion. Enfin, la couverture de sel pour protéger la crasse de l'oxydation n'est pas nécessaire ;
- une oxycombustion dans le four rotatif ;
- un arc électrique dans le four rotatif peut également fondre les crasses. L'avantage est une diminution encore plus forte du volume de fumées émises ;
- une rotation rapide du four rotatif, de type TBRC, permet la séparation par centrifugation à chaud[12].

Ces résidus retraités sortent de la boucle de recyclage en étant classés comme déchets. Ils peuvent cependant être décyclés dans l'asphalte et le béton de ciment.

## Techniques de recyclage

### Procédé de recyclage des canettes
Les canettes en aluminium sont généralement recyclées de la façon suivante :
1. Les canettes sont d'abord séparées des déchets ménagers, généralement par un séparateur à courants de Foucault, et coupées en petits morceaux de taille égale pour réduire le volume et faciliter le travail des machines de tri.
2. Les pièces sont nettoyées chimiquement/mécaniquement, et compactées pour minimiser les pertes par oxydation lors de la fusion (la surface de l'aluminium s'oxyde facilement lorsqu'elle est exposée à l'oxygène[15]).
3. Les ballots sont chargés dans le four et chauffés à 750 °C±100 °C pour amener l'aluminium à l'état liquide.
4. Les scories sont éliminées et l'hydrogène dissous est dégazé, généralement avec du chlore[note 6] et de l'azote gazeux[16]. L'hydrogène provient de la vapeur d'eau et des contaminants d'hydrocarbures que l'aluminium liquide dissocie facilement.
5. La composition chimique est mesurée par analyse spectroscopique. Selon l'alliage final souhaité, des éléments d'addition sont ajoutés comme le cuivre, le zinc, le manganèse, le silicium ou encore le magnésium.
6. Le métal peut alors être coulé sous diverses formes avant d'être ensuite transformé en un produit final[17].

## Indicateurs d'efficacité du recyclage
Plusieurs indicateurs permettent d'évaluer la performance du recyclage dans l'industrie de l'aluminium.
Le taux d'intrants de matière recyclée est le pourcentage moyen de matière recyclée utilisée dans les coulées d'aluminium neuf. Il est de 36 % en moyenne en Europe en 2020, et l'hypothèse haute définie par l'industrie européenne pour 2050 est de 65 %.
Le taux de recyclage effectif en fin de vie (resp. sur rebuts neufs) est le pourcentage de matière en fin de vie (resp. de rebuts neufs) qui est effectivement recyclé, par rapport à la quantité de matière totale éligible au recyclage. Il combine les deux indicateurs suivants :
- le taux de collecte ou taux de récupération, qui est le pourcentage de rebuts effectivement récupérés par rapport à la quantité de rebuts disponibles. Il varie de 0 % à 100 % suivant les pays et les types de produits.
- le rendement du procédé de recyclage, qui est le pourcentage de matière recyclée par rapport à la matière collectée. Il s'agit du paramètre d'efficacité technique. Le rendement oscille entre 95 % et 99 % pour les rebuts standardisés[18].